# مردوخ أبلا إيدينا الثاني
مردوخ ابلا ايدينا الثاني ويسمى بميساسومنا وفي الكتاب المقدس يسمى بمردوخ بلادان (722-710ق م، 703-702ق م) وهو قائد كلداني من قبيلة بيث ياقين الكلدانية خلف مردوخ زكير شومي الثاني، استولى على العرش البابلي من السيطرة الآشورية في بابل، عرّف بعض المؤرخين فترة حكمه على أنها سلالة ثالثة غير شرعية في سيلاند ، داخل سلالة بابل التاسعة أو السلالة الآشورية.
عُرف بأنه أحد الملوك الذين حافظوا على استقلال بابل في مواجهة التفوق العسكري الآشوري لأكثر من عقد من الزمان. واستطاع ان يعطي بابل الاستقلال من السلطة الآشورية في عهده.تعاون مردوخ أبلا إيدينا الثاني مع العيلاميين والآراميين والإسرائيليين في ذلك الوقت من اجل القضاء على المملكة الآشورية فقد قام سرجون من آشور بقمع حلفاء مردوخ آبل إيدينا الثاني في عيلام وآرام وإسرائيل وأخرجوه (حوالي 710 قبل الميلاد) من بابل. بعد وفاة سرجون ، استعاد مردوخ آبل إدنا الثاني العرش لفترة قصيرة من أحد النبلاء البابليين الأصليين. حكم تسعة أشهر (703 قبل الميلاد - 702 قبل الميلاد). عاد من عيلام وأشعل التمرد في بابل. كان قادراً على دخول بابل وإعلان ملكه مرة أخرى. وبعد تسعة أشهر هزمه الآشوريون بالقرب من كيش ، لكنه تمكن من الفرار إلى عيلام. وبعد بضع سنوات توفي في المنفاه ..